# 異麥芽酮糖醇
異麥芽酮糖醇（英語：Isomalt）又稱巴糖醇，屬於二糖醇，因其類似糖的物理性質，可作為一種甜味劑添加在食品中。1960年代被發現，從80年代至今廣泛的在世界超過70個國家使用。

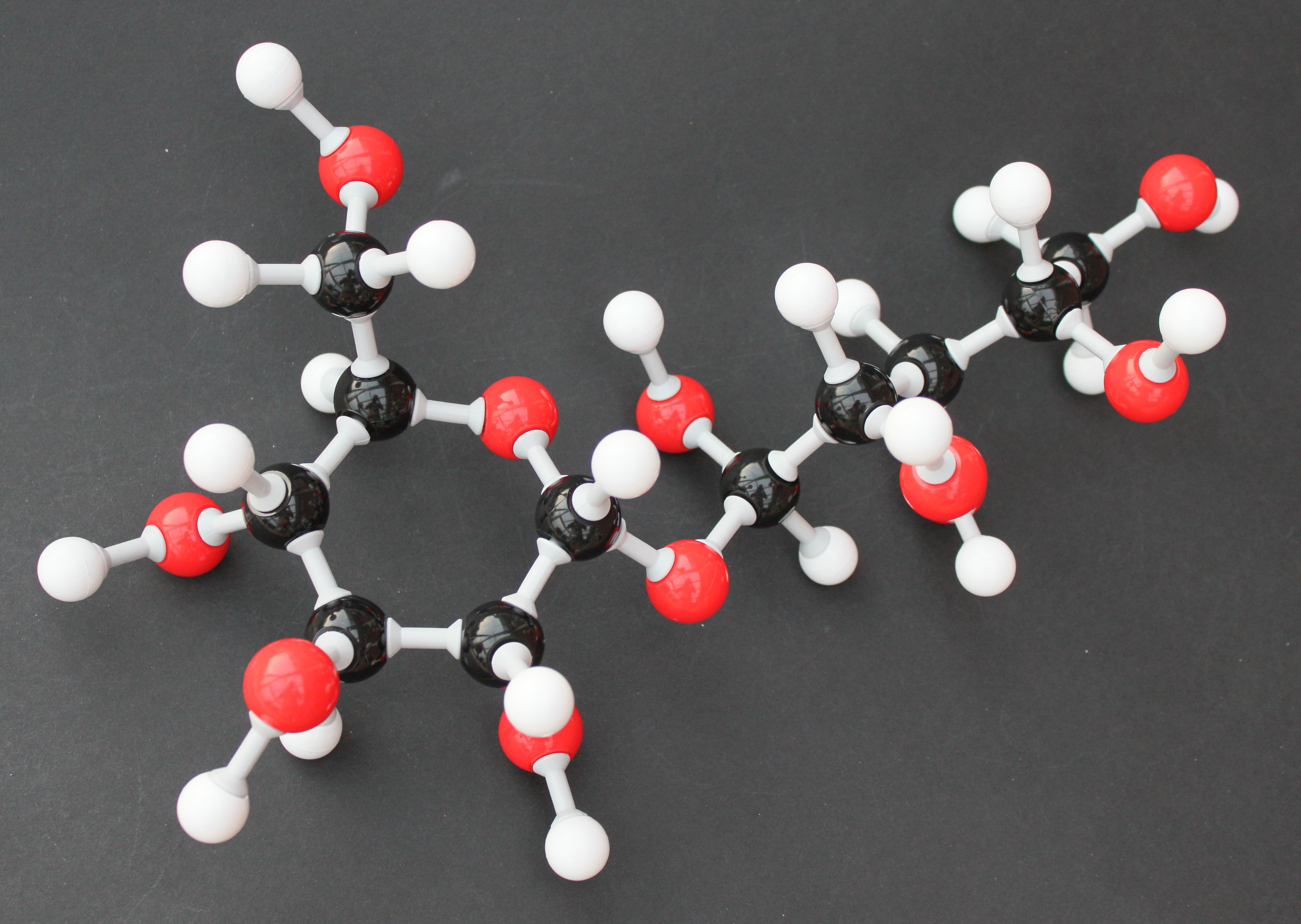
異麥芽酮糖醇的分子模型

## 製備

左邊是6-O-α-D-吡喃葡萄糖基-D-山梨醇，右邊是1-O-α-D-吡喃葡萄糖基-D-甘露醇

異麥芽酮糖醇能用兩個步驟從蔗糖製取。首先將蔗糖經酶轉化成異麥芽酮糖（亦稱巴拉金糖），接著把異麥芽酮糖經雷尼鎳催化，氫化產生目標產物。此時會得到一組等莫爾數的非對映異構物6-O-α-D-吡喃葡萄糖基-D-山梨醇（GPS）和1-O-α-D-吡喃葡萄糖基-D-甘露醇（GPM），前者無水，而後者是二水合物。一般的異麥芽酮糖醇分別含有43%重的GPS與57%的GPM。兩種化合物能透過分段結晶分離。

## 性質
- 異麥芽酮糖醇是兩種雙糖的混合物，將其完全水解後得到50%的葡萄糖、25%的山梨糖醇和25%的甘露醇。[5]
- 異麥芽酮糖醇是沒有氣味、白色的結晶物質，晶體中含約5%的水。
- 比起其他許多糖醇，特別是木糖醇和赤藻糖醇，異麥芽酮糖醇溶液的焓上升幅度較大（溶解熱為正）。[6]
- 異麥芽酮糖醇的熔點是142℃，[2][7]低於其中兩種異構物的166℃和168℃，這是共晶系統所造成的。[7][8]
- 該物質比蔗糖更不容易潮解，[3]此特性有利於保存。
- 25℃下的溶解度是每100公克水27.3公克，隨溫度增加而顯著提升。[9]
- 與一般的糖醇相似，口腔中的細菌無法有效利用異麥芽酮糖醇。[10]
- 甜度是蔗糖的一半，熱量也約為蔗糖的一半。[11]

## 用途與影響
異麥芽酮糖醇的吸濕性不佳，利於儲存，也不會在口中造成黏膩感，因此廣泛應用在甜食、喉片等物。異麥芽酮糖醇對血糖的影響小，所以成為糖尿病患者替代飲食中糖分的諸多選擇之一；由於難以被口腔中的細菌分解，導致蛀牙的風險也低。不過其甜度和供應熱量的比例接近蔗糖，對欲以其代替砂糖減少熱量攝取者效果不大。異麥芽酮糖醇屬於糖醇，不容易被人體消化吸收，此特性如同膳食纖維，可以刺激腸蠕動，但是過量使用可能令人腹痛、胃腸氣脹和腹瀉。此甜味劑通常和其他更強者混合使用，達到蔗糖一般的效果。
異麥芽酮糖醇被美國食品藥品監督管理局歸為「一般認為安全（GRAS）」；糧農組織/世衛組織食品添加劑專家聯合委員會認為其在一般不會有健康危害，所以沒有標示一日可接受攝取量。

## 外部連結
- 異麥芽酮糖醇的IPCS資訊頁 （页面存档备份，存于）（英文）